# Johan Ernst Jasper
Johan Ernst Jasper (Soerabaja, 1874 – Cimahi, 1945) was een Nederlands-Indisch bestuurder en gouverneur.

## Levensloop
Johan Ernst Jasper werd geboren in een Indisch gezin. Zijn vader was fotograaf en had een fotoatelier. Na het behalen van het gymnasiumdiploma aan het Koning Willem III Gymnasium te Batavia functioneerde hij bij het binnenlands bestuur. In 1898 werd hij benoemd tot aspirant-controleur. Na een lange periode met diverse functies bij het binnenlands bestuur was hij van 1928 tot 1929 gouverneur van Jogjakarta. Daarna bekleedde hij nog diverse functies, waaronder hoofdredacteur van de Java-Bode en gedeputeerd grootmeester van de vrijmetselarij. Daarnaast heeft hij tientallen artikelen en verschillende boeken geschreven.

## Publicaties
Johan Jasper heeft tientallen artikelen en verschillende boeken geschreven. Hieronder zijn enkele publicaties weergegeven:
- Een tentoonstelling van Indische Huisvlijt (1900)
- Van Java’s wegen (1904)
- Staatsie, gevolg en songsongs van inlandsche ambtenaren in de gouvernementslanden op Java en Madoera (1904)
- De vlecht-industrie in de residentie Jogjakarta (1905)
- Verslag van de tweede Jaarmarkt-Tentoonstelling te Soerabaja (1906)
- Het leven van Ardja en Lasmi (1908)
- Liefhebberen op het gebied van inlandsche kunstnijverheid (1908)
- De diepe stroomingen (1910)
- Van deugden en dwalingen (1910)
- Europeesche organisaties en systemen tot ontwikkeling van nijverheid en kunstnijverheid (1912)
- De weefkunst (1912)
- Tengger en de Tenggereezen (1928)

- Digitale Bibliotheek voor de Nederlandse Letteren: jasp004
- International Standard Name Identifier: 0000 0003 5711 8723
- Library of Congress Control Number: n2006036206
- Nederlandse Thesaurus van Auteursnamen: 067804756
- Système universitaire de documentation: 150636555
- Virtual International Authority File: 195205750
- WorldCat: E39PBJqK784cm4vkKPcDfhgMyd